# Copenhagen Open
Copenhagen Open – męski turniej tenisowy kategorii ATP International Series zaliczany do cyklu ATP World Tour, rozgrywany duńskiej Kopenhadze na kortach dywanowych w hali.
Dwie pierwsze edycje turnieju odbyły się w 1973 i 1976 roku, natomiast na stałe turniej do kalendarza ATP wrócił w 1991 roku i trwał do 2003 roku.

## Mecze finałowe

### gra pojedyncza
| Rok       | Zwycięzca              | Finalista              | Wynik                  |
| 2003      | Karol Kučera           | Olivier Rochus         | 7:6(4), 6:4            |
| 2002      | Lars Burgsmüller       | Olivier Rochus         | 6:3, 6:3               |
| 2001      | Tim Henman             | Andreas Vinciguerra    | 6:3, 6:4               |
| 2000      | Andreas Vinciguerra    | Magnus Larsson         | 6:3, 7:6(5)            |
| 1999      | Magnus Gustafsson      | Fabrice Santoro        | 6:4, 6:1               |
| 1998      | Magnus Gustafsson      | David Prinosil         | 3:6, 6:1, 6:1          |
| 1997      | Thomas Johansson       | Martin Damm            | 6:4, 3:6, 6:2          |
| 1996      | Cédric Pioline         | Kenneth Carlsen        | 6:2, 7:6 (7)           |
| 1995      | Martin Sinner          | Andriej Olchowski      | 6:7(3), 7:6(8), 6:3    |
| 1994      | Jewgienij Kafielnikow  | Daniel Vacek           | 6:3, 7:5               |
| 1993      | Andriej Olchowski      | Nicklas Kulti          | 7:5, 3:6, 6:2          |
| 1992      | Magnus Larsson         | Anders Järryd          | 6:4, 7:6(5)            |
| 1991      | Jonas Svensson         | Anders Järryd          | 6:7(5), 6:2, 6:2       |
| 1990–1977 | Turniej nie rozgrywany | Turniej nie rozgrywany | Turniej nie rozgrywany |
| 1976      | Lars Elvstrom          | Jean-François Caujolle | 6:4, 6:4               |
| 1974–1975 | Turniej nie rozgrywany | Turniej nie rozgrywany | Turniej nie rozgrywany |
| 1973      | Roger Taylor           | Marty Riessen          | 6:2, 6:3, 7:6          |

### gra podwójna mężczyzn
| Rok       | Zwycięzcy                      | Finaliści                           | Wynik                  |
| 2003      | Tomáš Cibulec Pavel Vízner     | Julian Knowle Michael Kohlmann      | 7:5, 5:7, 6:2          |
| 2002      | Julian Knowle Michael Kohlmann | Radek Štěpánek Jiří Novák           | 7:6(8), 7:5            |
| 2001      | Wayne Black Kevin Ullyett      | Jiří Novák David Rikl               | 6:3, 6:3               |
| 2000      | Martin Damm David Prinosil     | Jonas Björkman Sébastien Lareau     | 6:1, 5:7, 7:5          |
| 1999      | Maks Mirny Andriej Olchowski   | Marc-Kevin Goellner David Prinosil  | 6:7(5), 7:6(4), 6:1    |
| 1998      | Tom Kempers Menno Oosting      | Brett Steven Jan Siemerink          | 6:4, 7:6               |
| 1997      | Andriej Olchowski Brett Steven | Kenneth Carlsen Frederik Fetterlein | 6:4, 6:2               |
| 1996      | Libor Pimek Byron Talbot       | Wayne Arthurs Andrew Kratzmann      | 7:6, 3:6, 6:3          |
| 1995      | Mark Keil Peter Nyborg         | Guillaume Raoux Greg Rusedski       | 6:7, 6:4, 7:6          |
| 1994      | Martin Damm Brett Steven       | David Prinosil Udo Riglewski        | 6:3, 6:4               |
| 1993      | David Adams Andriej Olchowski  | Martin Damm Daniel Vacek            | 6:3, 3:6, 6:3          |
| 1992      | Nicklas Kulti Magnus Larsson   | Hendrik Jan Davids Libor Pimek      | 6:3, 6:4               |
| 1991      | Todd Woodbridge Mark Woodforde | Mansur Bahrami Andriej Olchowski    | 6:3, 6:1               |
| 1974–1990 | Turniej nie rozgrywany         | Turniej nie rozgrywany              | Turniej nie rozgrywany |
| 1973      | Tom Gorman Erik van Dillen     | Mark Cox Graham Stilwell            | 6:4, 6:4               |